# Włodycy
Włodycy – warstwa drobnego i szeregowego rycerstwa istniejącego w średniowiecznej Polsce. W XV wieku jej członkowie zasilili w większości szeregi drobnej szlachty.
Istota i pochodzenie włodyków stanowią przedmiot naukowych sporów. Zapewne mianem tym określano w Polsce wszystkich rycerzy (dostojników oraz drobne rycerstwo). W okresie formowania się stanu szlacheckiego (od połowy XIII w.) słabsze ekonomicznie jednostki spośród stanu rycerskiego (być może też tzw. rycerstwo służebne) utworzyły grupę społeczną usytuowaną poniżej panów feudalnych i wyższego rycerstwa, dobrze widoczną min. w Małopolsce, na Mazowszu. Główszczyzna za zabicie włodyki była dwukrotnie niższa niż za rycerza, a dwa razy wyższa niż za woja kreowanego z sołtysa lub kmiecia (militi autem creato de sculteto vel de kmethone), zwanego panoszą. Niższa od rycerskiej, a wyższa od panoszej, była też nawiązka. Wraz z rozwojem przywilejów stanowych w XV wieku nastąpił zanik włodyków, których pewna część zasiliła szeregi drobnej szlachty, bądź znaleźli się w stanie mieszczańskim lub chłopskim.